# Singhius russellae
Singhius russellae es un hemíptero de la familia Aleyrodidae, con una subfamilia: Aleyrodinae.
Fue descrita científicamente por primera vez por David & Subramaniam en 1976.